# Mecklenburgi Zsófia dán királyné
Mecklenburgi Zsófia (németül: Sophie, Herzogin zu Mecklenburg [-Güstrow], dánul: Sophie af Mecklenburg, Wismar, 1557. szeptember 1. – Nykøbing, 1631. október 3.) mecklenburg–güstrowi hercegnő, dán királyné.

## Élete
1588-ban, 31 évesen megözvegyült. 

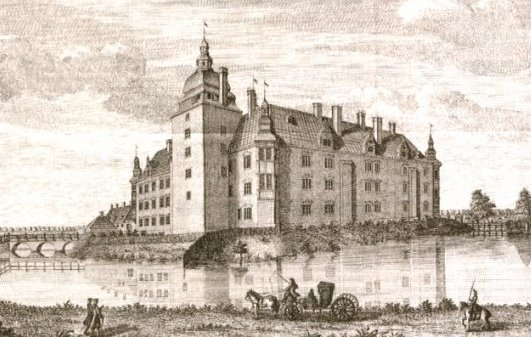
A nykøbingi kastély

Nem tartozott a dán kormányzótanácsába a kiskorú fiának, IV. Keresztélynek. 
1590-ben a schleswigi és holsteini hercegség régensé lett.
1593-ban II. Rudolf császár nagykorúnak nyilvánította Keresztélyt 15 éves korában. Zsófiát Nykøbingbe száműzték Falster szigetére. Majd 1594-ben vissza kellett vonulnia a cismari kolostorba, Grömitz környékén.
Felújította a nykøbingi kástlyet is. Zsófia olyan jól kezelte a lolland-falsteri birtokait, hogy fia többször is kölcsönkérhetett tőle pénzt a háborúira. Emellett nagyszabású kereskedelemmel és pénzkölcsönzéssel is foglalkozott. Gyakran látogatott Mecklenburgba, és részt vett lánya esküvőjén Drezdában 1602-ben. 1603-ban örökösödési vitába keveredett Károly nagybátyjával, amely 1610-ben bekövetkezett halálakor is megoldatlan maradt. Zsófia hetvennégy évesen halt meg Nykøbingben, mint Észak-Európa leggazdagabb asszonya.

## Házassága, gyermekei
1572. július 20-án Zsófia hercegnő a koppenhágái Christiansborg Palotában feleségül ment II. Frigyes dán királyhez (1534–1559). 
Házasságukat harmonikusnak tartják. Minden gyermeküket a szüleihez küldték Mecklenburgba életük első éveiben, kivéve talán az utolsó fiút, Jánost, mivel akkoriban az volt a hit, hogy a szülők túlságosan elkényeztetik gyermekeiket.
A házasságból nyolc gyermek született:
- Erzsébet (1573. augusztus 25. – 1626. június 19.), feleségül ment Henrik Juliusz braunschweig-lüneburgi herceghez
- Anna (1574. december 12. -1619. március 2.), feleségül ment VI. Jakab skót királyhoz
- IV. Keresztély (1577. április 12. – 1648 február 28.), Dánia és Norvégia királya
- Ulrik (1578. december 30. – 1624. március 27.), schleswigi és schwerini püspök
- János Ágost (1579–1579), kisgyermekként meghalt
- Auguszta (1580. április 8. – 1639. február 5.), feleségül ment János Adolf holstein-gottorpi herceghez
- Hedwig (1581. augusztus 5. – 1641. november 26.), feleségül ment II. Keresztély szász választófejedelemhez
- János (1583. július 9. – 1602 október 28.) volt eljegyezve Kszenyija Boriszovnával (1582 – 1622), Borisz Godunov lányával[2]

## Fordítás
- Ez a szócikk részben vagy egészben  a   Sophie af Mecklenburg című dán Wikipédia-szócikk fordításán alapul.  Az eredeti cikk szerkesztőit annak laptörténete sorolja fel. Ez a jelzés csupán a megfogalmazás eredetét és a szerzői jogokat jelzi, nem szolgál a cikkben szereplő információk forrásmegjelöléseként.
- Ez a szócikk részben vagy egészben  a   Sophie von Mecklenburg (1557–1631) című német Wikipédia-szócikk fordításán alapul.  Az eredeti cikk szerkesztőit annak laptörténete sorolja fel. Ez a jelzés csupán a megfogalmazás eredetét és a szerzői jogokat jelzi, nem szolgál a cikkben szereplő információk forrásmegjelöléseként.